# 東日本大震災に対する皇室の対応
東日本大震災に対する皇室の対応（ひがしにほんだいしんさいにたいするこうしつのたいおう）では、東日本大震災に対する皇室の対応について記述する。

## 皇室の対応
- 2011年3月11日の東北地方太平洋沖地震（東日本大震災）発生当日、皇學館大学の学生ボランティアによる皇居勤労奉仕団が皇居などで奉仕作業を行っていた。地震発生による交通マヒで勤労奉仕団が帰路に就くことが出来なくなってしまった為、そのことを耳にした天皇の指示により、皇學館大学皇居勤労奉仕団参加者全員を皇居内の施設である窓明館に宿泊させた[1]。
- 天皇皇后は、3月12日に地震・津波被害に対するお悔やみと見舞いの気持ちを示し、羽毛田信吾宮内庁長官を通して菅直人首相に、災害対策に全力を尽くしている関係者一同の努力を深く労う旨を伝えた[2]。
- 東日本大震災による電力危機により3月15日から東京電力が実施した管内における計画停電は皇居・御所がある千代田区は対象外であったが、皇居・御所では東京電力が発表した計画停電スケジュールの「第1グループ」地域における停電時間（1回約2時間）に合わせて電気の使用をほぼ全て[注釈 1]控える「自主停電」を行った[3][4]。自主停電は、東京電力から計画停電のスケジュールが発表されなくなった4月30日まで続けられた[5]。また、3月14日以降の一部儀式の簡略化、園遊会の中止が決定され[6]、電力消費の大きい宮殿の使用は認証官任命式と新駐日大使の信任状捧呈式に限定し、他の宮殿行事は御所[注釈 2]で実施された[7]。夏の電力使用を抑えるため、7月5日の平野達男震災復興担当大臣の認証官任命式、7月25日の韓国とモナコの新任駐日大使の信任状捧呈式も、御所で行われた。
- 震災当時、天皇は川島裕侍従長からシェルター「特別室」への避難を進言されたが、「その必要はない」と返答した[8]。内閣からも関西への避難を勧められたが宮内庁を通じて「国民が避難していないのに、あり得ない」と却下したという[9][注釈 3]。
- 皇太子徳仁親王・同妃雅子は、4月にロンドンで執り行われるイギリス王室のケンブリッジ公爵の結婚式への出席の為、英国訪問を予定していたが、震災の影響により見送ることとなった[10]。また東宮御所においても節電の態勢を取った[3]。
- 高根沢御料牧場の生産品を支援物資として避難所に届けたり、那須御用邸の職員用の風呂を避難者に開放するなど前例のない取り組みも行われている[4]。
- 皇太子は7月10日に学習院創立百周年記念会館で開かれた学習院OB管弦楽団の東日本大震災チャリティーコンサートに、ヴィオラ奏者として参加した[11]。

## 皇族による被災地・避難所の慰問
天皇皇后が3月30日に東京武道館に避難している被災者のもとを訪れ、慰問したのを皮切りに、天皇・皇族は各地の被災地や避難所を歴訪し、被災者を慰問している。
- 4月6日: 皇太子・皇太子妃、東京都調布市味の素スタジアム[13]。
- 4月7日: 秋篠宮文仁親王・同妃紀子、東京都江東区東京国際展示場（東京ビッグサイト）[14]。
- 4月8日: 天皇皇后、埼玉県加須市埼玉県立騎西高等学校[15]。
- 4月14日: 天皇皇后、千葉県旭市[16]。本地震の被災地では初。
- 4月14日: 秋篠宮・秋篠宮妃、新潟県長岡市及び小千谷市[17]。
- 4月20日: 常陸宮正仁親王・同妃華子、神奈川県川崎市川崎市とどろきアリーナ[18]。
- 4月22日: 天皇皇后、茨城県北茨城市北茨城市民体育館及び大津漁港[19]。
- 4月25日: 秋篠宮・秋篠宮妃、群馬県東吾妻町。
- 4月27日: 天皇皇后、宮城県南三陸町及び仙台市。
- 5月6日: 天皇皇后、岩手県釜石市及び宮古市。
- 5月7日: 皇太子・皇太子妃、埼玉県三郷市[20]。
- 5月10日: 秋篠宮・秋篠宮妃、青森県三沢市及び八戸市[21]。
- 5月11日: 天皇皇后、福島県福島市及び相馬市[22]。
- 5月14日:皇太子、富山県富山市
- 5月23日: 寬仁親王、宮城県東松島市（航空自衛隊松島基地）及び石巻市で自衛隊員を激励[23]。
- 5月24日: 寛仁親王、宮城県仙台市。
- 5月25日: 秋篠宮・秋篠宮妃、岩手県大槌町[24]。
- 5月26日: 秋篠宮・秋篠宮妃、岩手県山田町。
- 5月27日: 常陸宮・常陸宮妃、栃木県大田原市[25]。
- 5月30日: 高円宮妃久子・承子女王、宮城県亘理町[26]。
- 6月4日: 皇太子・皇太子妃、宮城県岩沼市及び山元町[27]。
- 6月6日: 常陸宮妃、岩手県雫石町[28]。
- 6月15日: 常陸宮・常陸宮妃、青森県八戸市及び階上町[29]。
- 6月17日: 秋篠宮・秋篠宮妃、福島県いわき市[30]。
- 6月27日: 秋篠宮・秋篠宮妃、宮城県気仙沼市[31]。
- 7月8日: 秋篠宮・秋篠宮妃、宮城県石巻市[32]。
- 7月13日: 皇太子、山形県天童市[33]。
- 7月26日: 皇太子・皇太子妃、福島県郡山市[34]。
- 7月27日: 天皇皇后、栃木県那須町[35]。
- 8月5日: 皇太子・皇太子妃、岩手県花巻市、大船渡市[36]。
- 8月7日: 高円宮妃、秋田県秋田市[37]。
- 8月8日: 天皇皇后、東京都板橋区[38]。
- 9月16日: 高円宮妃、岩手県陸前高田市[39]。
- 9月24日: 高円宮妃、典子女王、青森県青森市。

2012年
- 1月17日: 常陸宮・常陸宮妃、福島県福島市。
- 2月8日: 常陸宮・常陸宮妃、宮城県多賀城市。
- 5月12日: 高円宮妃、宮城県仙台市。
- 5月13日: 天皇皇后、宮城県仙台市。
- 10月13日: 天皇皇后、福島県川内村。
- 12月19日: 秋篠宮・秋篠宮妃、岩手県陸前高田市。

2013年
- 5月9日: 秋篠宮・秋篠宮妃、福島県福島市、二本松市、郡山市。
- 5月10日: 秋篠宮・秋篠宮妃、福島県郡山市、いわき市。
- 7月4日: 天皇皇后、岩手県遠野市。
- 7月5日: 天皇皇后、岩手県陸前高田市。
- 7月22日: 天皇皇后、福島県飯舘村。
- 8月20日: 皇太子・皇太子妃、宮城県七ヶ浜町[40]、仙台市[41]。
- 9月22日: 皇太子・皇太子妃、福島県郡山市[42]、ペップキッズこおりやま[43]。
- 11月2日:皇太子・皇太子妃、岩手県遠野市、釜石市

## 皇室の支援
皇室からも支援があり、天皇・皇后の意向により、避難してきた被災者に対し那須御用邸の一部を開放した他、文仁親王妃紀子、眞子内親王、佳子内親王の3人がタオルの袋詰め作業に参加した。更に天皇自身が「御手元金」（行事などの際に使われることを想定した預金）から1500万円を義援金として下賜した。
宮内庁は天皇皇后の意向により、25日に御料牧場で生産している鶏卵1000個、豚肉などの缶詰280個、サツマイモ100kgなどを避難所に提供。卵の提供については今後も継続するとしている。また、羽毛田信吾・宮内庁長官は、被災者に対し皇居内にある宮内庁病院のベッドを10床ほど提供する旨を東京都に申し入れた。